# Kubok Ukraïny 2009-2010
La Kubok Ukraïny 2009-2010 (in ucraino Кубок України) è stata la 19ª edizione del torneo. La competizione è iniziata il 18 luglio 2009 ed è terminata il 16 maggio 2010. Il Tavrija ha vinto il trofeo per la prima volta.

## Primo turno
| Squadra 1           | Risultato       | Squadra 2           |
| ------------------- | --------------- | ------------------- |
| MFC Mykolaiv        | 3 – 0           | Olkom Melitopol     |
| Veres Rivne         | 2 – 0           | Hirnyk-Sport        |
| Bastion Illichivsk  | 2 – 1           | Kremin Kremenchuk   |
| Irpin Horenychi     | –               | Dinamo Khmelnytskyi |
| FC Sumy             | 2 – 1           | Bukovyna Chernivtsi |
| Shakhtar Sverdlovsk | 1 – 0           | Ros Bila Tserkva    |
| Hirnik Kryvyi Rih   | 2 – 2 (3–1 dcr) | Dnipro-75           |
| FC Morshyn          | –               | Olimpik Donetsk     |

## Secondo turno
| Squadra 1             | Risultato       | Squadra 2                    |
| --------------------- | --------------- | ---------------------------- |
| Enerhetyk Burshtyn    | 1 – 1 (6–5 dcr) | Helios Kharkiv               |
| Bastion Illichivsk    | 0 – 3           | Krymteplitsia Molodizhne     |
| Dnister Ovidiopol     | 1 – 0           | Arsenal Bila Tserkva         |
| Desna Chernihiv       | 1 – 2           | Nyva Ternopil                |
| Nyva Vinnytsia        | 0 – 1           | Feniks-Illichovets Kalinine  |
| Stal Alchevsk         | 2 – 1           | PFC Sevastopol               |
| Veres Rivne           | 0 – 4           | CSCA Kiev                    |
| FC Sumy               | 0 – 1           | Naftovyk-Ukrnafta Okhtyrka   |
| Yednist Plysky        | 5 – 1           | Hirnik Kryvyi Rih            |
| MFC Mykolaiv          | 1 – 0           | Prykarpattya Ivano-Frankivsk |
| Irpin Horenychi       | 1 – 4           | Volyn Lutsk                  |
| FC Poltava            | 1 – 0           | FC Lviv                      |
| Stal Dniprodzerzhynsk | 1 – 0           | Zirka Kirovohrad             |
| Shakhtar Sverdlovsk   | 2 – 0           | FC Morshyn                   |
| Tytan Armyansk        | 0 – 2           | PFC Oleksandriya             |

## Sedicesimi di finale
| Squadra 1             | Risultato       | Squadra 2             |
| --------------------- | --------------- | --------------------- |
| PFC Oleksandria       | 2 – 3           | Volyn Lutsk           |
| Kryvbas Kryvyi Rih    | 5 – 0           | Zoria Luhansk         |
| MFK Mykolaiv          | 0 – 1           | Krymteplytsia Molod.  |
| Vorskla Poltava       | 2 – 3           | Metalurh Zaporizhia   |
| Stal Dniprodzerzhynsk | 0 – 4           | Tavriya Simferopol    |
| Shakhtar Sverdlovsk   | 1 – 3           | Illichivets Mariupol  |
| Stal Alchevsk         | 1 – 0           | Chornomorets Odessa   |
| CSCA Kiev             | 3 – 3 (2–4 dcr) | Obolon Kiev           |
| FC Poltava            | 0 – 2           | Feniks-Illi. Kalinine |
| Zakarpattia Uzhhorod  | 2 – 3           | Dnipro                |
| Naftovyk Okhtyrka     | 1 – 1 (2–4 dcr) | Metalurh Donetsk      |
| FC Kharkiv            | 1 – 5           | Karpaty Lviv          |
| Yednist Plysky        | 2 – 1           | Nyva Ternopil         |
| Dnister Ovidiopol     | 1 – 6           | Shakhtar Donetsk      |
| Enerhetyk Burshtyn    | 0 – 1           | Metalist Kharkiv      |
| Arsenal Kiev          | 1 – 2           | Dinamo Kiev           |

## Ottavi di finale
| Squadra 1             | Risultato | Squadra 2            |
| --------------------- | --------- | -------------------- |
| Volyn Lutsk           | 2 – 1     | Kryvbas Kryvyi Rih   |
| Krymteplytsia Molod.  | 1 – 2     | Metalurh Zaporizhia  |
| Tavriya Simferopol    | 4 – 2     | Illichivets Mariupol |
| Stal Alchevsk         | 0 – 3     | Obolon Kiev          |
| Feniks-Illi. Kalinine | 1 – 2     | Dnipro               |
| Metalurh Donetsk      | 2 – 1     | Karpaty Lviv         |
| Yednist Plysky        | 1 – 3     | Shakhtar Donetsk     |
| Metalist Kharkiv      | 0 – 1     | Dinamo Kiev          |

## Quarti di finale
| Squadra 1          | Risultato | Squadra 2           |
| ------------------ | --------- | ------------------- |
| Volyn Lutsk        | 2 – 1     | Metalurh Zaporizhia |
| Tavriya Simferopol | 4 – 0     | Obolon Kiev         |
| Dnipro             | 1 – 2     | Metalurh Donetsk    |
| Shakhtar Donetsk   | 2 – 0     | Dinamo Kiev         |

## Semifinali
| Squadra 1        | Risultato | Squadra 2          |
| ---------------- | --------- | ------------------ |
| Volyn Lutsk      | 1 – 2     | Tavriya Simferopol |
| Shakhtar Donetsk | 1 – 2     | Metalurh Donetsk   |

## Finale
| Arbitro: | Oleh Derevynsky (Kiev) |

|                                        |           |                              |
| Feščuk 2’ Kovpak 40’ (rig.) Idahor 97’ | Marcatori | 50’ Mxit'aryan 74’ M. Sérgio |